# Neoaiptasia commensali
Neoaiptasia commensali is een zeeanemonensoort uit de familie Aiptasiidae. De anemoon komt uit het geslacht Neoaiptasia. Neoaiptasia commensali werd in 1969 voor het eerst wetenschappelijk beschreven door Parulekar. 